# Snowfall (serie de televisión)
Snowfall es una serie de televisión estadounidense de drama criminal creada por John Singleton, Eric Amadio y Dave Andron. El proyecto, que se estableció por primera vez en Showtime en 2014, fue recogido por FX para una primera temporada de 10 episodios el 30 de septiembre de 2016. La serie se estrenó el 5 de julio de 2017.
El 9 de agosto de 2017, FX renovó la serie para una segunda temporada, estrenándose el 19 de julio de 2018. El 19 de septiembre de 2018, FX renovó la serie para una tercera temporada, estrenándose el 10 de julio de 2019. El 6 de agosto de 2019, FX renovó la serie para una cuarta temporada, estrenándose el 24 de febrero de 2021. El 23 de marzo de 2021, FX renovó la serie para una quinta temporada, estrenándose el 23 de febrero de 2022. El 5 de abril de 2022, FX renovó la serie para una sexta y última temporada, que se estrenó el 22 de febrero de 2023.

## Sinopsis
Establecida en 1983 en Los Ángeles, la serie gira en torno a la primera epidemia de crack y su impacto en la cultura de la ciudad. La serie sigue las historias de varios personajes cuyas vidas están condenadas a cruzar: el narcotraficante de 19 años, Franklin Saint, el luchador mexicano Gustavo "El Oso" Zapata, el agente de la CIA Teddy McDonald, y Lucia Villanueva, hija de un jefe del crimen mexicano.

## Personajes
- Damson Idris como Franklin Saint[15]
- Carter Hudson como Teddy McDonald
- Emily Rios como Lucía Villanueva (temporadas 1–2)
- Sergio Peris-Mencheta como Gustavo "El Oso" Zapata[16]
- Michael Hyatt como Cissy Saint
- Amin Joseph como Jerome Saint
- Angela Lewis como la tía Louie
- Juan Javier Cárdenas como Alejandro Usteves (temporada 1)
- Isaiah John como Leon Simmons[17]
- Filipe Valle Costa como Pedro Nava (temporadas 1–2)
- Alon Moni Aboutboul como Avi Drexler (temporadas 1–5)
- Malcolm Mays como Kevin Hamilton (temporadas 1–2)
- Marcus Henderson como Andre Wright (temporada 3; recurrente temporada 1; invitado temporada 2)
- Kevin Carroll como Alton Williams (temporada 4; recurrente temporadas 2–3; invitado temporadas 1, 5)
- Devyn A. Tyler como Veronique Turner (temporadas 5–6)

## Episodios
| Temporada | Temporada | Episodios | Episodios | Emisión original      | Emisión original         |
| Temporada | Temporada | Episodios | Episodios | Primera emisión       | Última emisión           |
| --------- | --------- | --------- | --------- | --------------------- | ------------------------ |
|           | 1         | 10        | 10        | 5 de julio de 2017    | 6 de septiembre de 2017  |
|           | 2         | 10        | 10        | 19 de julio de 2018   | 20 de septiembre de 2018 |
|           | 3         | 10        | 10        | 10 de julio de 2019   | 11 de septiembre de 2019 |
|           | 4         | 10        | 10        | 24 de febrero de 2021 | 21 de abril de 2021      |
|           | 5         | 10        | 10        | 23 de febrero de 2022 | 20 de abril de 2022      |
|           | 6         | 10        | 10        | 22 de febrero de 2023 | —                        |

## Lanzamiento

### Distribución
Fuera del Estados Unidos, BBC Two emitió la primera temporada de Snowfall' en el Reino Unido a partir del 8 de octubre de 2017. La segunda temporada comenzó a emitirse el 6 de octubre de 2018, con los diez episodios disponibles en formato de caja en BBC iPlayer antes de su emisión semanal por televisión. La primera serie se emitió los domingos a las 22:00 horas, con dos episodios seguidos. La segunda serie se cambió a las 10:50 p.m. los sábados.
En España, se estrenó el 6 de julio de 2017 por HBO y en Latinoamérica, se estrenó el 21 de julio de 2017 por Fox Premium Series.

## Recepción
En Rotten Tomatoes, la serie tiene un índice de aprobación del 59% basado en 49 reseñas, con una calificación promedio de 6.1/10. El consenso crítico del sitio dice, "Snowfall struggles to create a compelling drama from its separate storylines, despite Singleton's accurate recreation of 1983 Los Angeles and a strong lead performance from Damson Idris." En Metacritic, la serie tiene una puntuación de 62 de cada 100, basada en 38 críticos, lo que indica "generalmente revisiones favorables".
Alan Sepinwall de Uproxx dio una revisión mixta de la serie, criticando la narración cliché y el ritmo del espectáculo, el último que él describió como "extrañamente se siente lento y se precipitó al mismo tiempo, persistente sobre ciertas tareas y ritmos de la historia... pero luego extrañamente saltando sobre los puntos de la historia de una manera que me hizo comprobar con frecuencia para estar seguro de que no había saltado un episodio por error". Destacó además que "Snowfall no es un mal drama en esta etapa, sólo más genérica de lo que debería ser, sobre todo en un canal conocido por hacer viejas ideas de televisión que se sienten completamente nuevos." Matt Zoller Seitz de Vulture, sin embargo, dio una revisión positiva a Snowfall, elogiando  "La atención que paga a las vistas, los sonidos y las texturas de las vidas de la gente en 1983 en Los Ángeles, ya los detalles finos de la caracterización — en otras palabras, el tipo de cosas que nunca conseguirían una serie dramática una luz verde a menos que las drogas y la violencia fueran unidas a ella. "Él dijo además que" en lugar de ir por un ambiente como The Wire o Traffic, que explora el tráfico de drogas con el destacamento antropológico de un periodista, Snowfall aspira a una vibración más seductora". Seitz también elogió la actuación "fenomenal" de Idris, Peris-Mencheta, Hudson, y Rios.